# Sergio Omar Almirón
Sergio Omar Almirón (Rosario, 1958. augusztus 18. –) világbajnok argentin válogatott labdarúgó. Sergio Bernardo Almirón édesapja, aki szintén profi labdarúgó.

## Klubcsapatban
Pályafutása során játszott a Newell’s Old Boys (1977–86, 1987–89), a Tours FC (1986–87), a Tigres UANL (1991), az Estudiantes (1991–92), a Central Córdoba (1992–94) és a Talleres de Córdoba (1994) csapataiban.

## A válogatottban
1985 és 1986 között 6 alkalommal szerepelt az argentin válogatottban és 4 gólt szerzett. Részt vett az 1986-os világbajnokságon, de egyetlen mérkőzésen sem lépett pályára, ennek ellenére a keret tagjaként világbajnoknak mondhatja magát. Az 1-es mezben nevezték, ami tradicionálisan a kapusoké, de az argentin válogatottnál abban az időben ábécé sorrendben osztották ki a mezszámokat, abban az esetben, amennyiben a játékosnak nem volt állandó száma. 

## Sikerei, díjai
Newell’s Old Boys
- Argentin bajnok (1): 1987–88

Argentína
- Világbajnok (1): 1986